# Юнаков Федір
Юнаков Федір Сергійович народився 22 серпня 1978 року в місті Києві Україна 
1. ↑  Архітектурне бюро "Юнаков та партнери" - Проектування котеджів, житлових будинків та комплексів, готелів, офісів, дизайн інтер'єру. yunakov.com. Процитовано 19 серпня 2025.